# Augenotus
Augenotus is een geslacht van kevers uit de familie  
kniptorren (Elateridae).
Het geslacht is voor het eerst wetenschappelijk beschreven in 1977 door Gullan.

## Soorten
Het geslacht omvat de volgende soorten:
- Augenotus aurantius Gullan, 1977
- Augenotus australis (Candèze, 1859)
- Augenotus quadriguttatus (Erichson, 1842)